# そうだったのか!池上彰の学べるニュース
『そうだったのか!池上彰の学べるニュース』（そうだったのか!いけがみあきらのまなべるニュース）は、2010年4月14日から2011年12月7日までテレビ朝日系列で、毎週水曜日の20:00 - 20:54（JST）に放送されたニュースバラエティ番組であると共に池上彰の冠番組でもある。テレビ朝日の公式ウェブサイトでは当番組は バラエティ番組一覧 に含められており、報道･情報･ドキュメンタリー番組一覧 には含められていない（2010年10月14日 閲覧）。

## 概説
2008年10月21日から2009年9月8日まで放送されていた『学べる!!ニュースショー!』を前身とする。前身番組では池上彰のニュース解説企画で高視聴率を獲得していたが、10月から『スティッチ!』などのアニメ番組を放送することが決まっていたため1年で終了した。番組終了後、他局が池上のニュース解説を中心とする企画を特番で放送し、テレビ朝日でも番組名を『そうだったのか! 池上彰の学べるニュース』と改めて特番を三度にわたり放送したところ、いずれも高視聴率のため、『学べる!!ニュースショー!』終了から半年後、レギュラー放送として復活が決定した。
『学べる!!ニュースショー!』末期と同様に、池上がスタジオのコメンテーターたちの質問に答えながら、さまざまなニュースの疑問を分かりやすく解説していく企画を基本としている。それに加えて、池上とタレントが直接ニュースの現場を取材する企画や、視聴者のニュースの疑問に答えていく企画など、より幅広い企画を放送している。
2010年12月31日には、19時から年をまたいで2011年1月1日1時30分まで、生放送を主体にした特別番組『そうだったのか!池上彰の学べるニュース 年またぎ6時間半スペシャル!!』（以下『6時間半スペシャル』と略記）を放送。
2011年3月16日放送分の全編収録による3時間特番をもって、池上が番組を降板することが発表されていた。
しかし、3月11日の東日本大震災発生により、3月16日から4月6日まで4週連続で緊急生放送3時間スペシャルを放送した。4月13日に放送されたこの番組の特別編である、報道特別番組『池上彰が伝えたい! 東日本大震災の今』のエンディングで、今日の放送を機に一区切りつけたいと池上自身が発言したことで、事実上この日の放送をもって降板となった。もともと3月16日に放送される予定だった内容の放送は、4月6日に生解説で一部対応した。
池上降板後の5月18日からは、タイトルから池上の冠を外したうえで、『そうだったのか!学べるニュース』としてレギュラー放送を継続。放送日直近のニュースや当日の放送で扱うテーマからコメンテーター向けに一問一答形式で10問を出題する「ニュースクイズ」を冒頭で実施するなど、構成のリニューアルを実施した。しかし、リニューアル後は、池上のレギュラー出演時期には平均で10%を超えていた視聴率が、放送回によって1桁台の視聴率を記録するなど低迷。2011年12月7日の放送をもってレギュラー放送は終了した。
その一方で、『池上彰が伝えたい! 東日本大震災の今』から半年後の10月12日に、当番組の特別編として『池上彰が伝える 世界の今』を放送した。池上が当番組のレギュラーを降板してから、テレビ朝日制作の特別番組へ出演したのは、この『世界が今』が初めてである。
また、2011年12月31日には、年をまたいだ2012年1月1日未明（1時30分）までの7時間半にわたって生放送主体の特別番組『そうだったのか!池上彰の学べるニュース 年またぎ7時間半スペシャル!!』を編成。池上のレギュラー降板から8か月振りに、「そうだったのか!池上彰の学べるニュース」というタイトルが復活した。さらに、前述の「ニュースクイズ」を発展させた格好で、ゲストに対して四者択一式のニュースクイズ（1回15問）を6回にわたって実施。視聴者もデータ放送を通じて、クイズに参加できるようになっていた。なお、放送前週の深夜には、同番組の特別編として『池上彰vs報道記者 ニュースマニア』を放送した。『ニュースマニア』は2015年12月18日の23:15 - 翌0:15にも4年ぶりに放送された。
『そうだったのか!池上彰の学べるニュース』については、2012年以降も『日曜エンターテインメント』枠で（2013年3月までは『日曜洋画劇場』を休止して）特別番組として年に数回放送。放送の時期・テーマによっては、全編または一部パートで生放送を実施することがある。
その後、2014年4月から、ネオバラ月曜枠に移動することが決定した『TVタックル』の後枠として、当番組としては初めての姉妹番組となる、新番組『ここがポイント!!池上彰解説塾』（2015年4月より土曜日20時台に移行し、題名も『池上彰のニュースそうだったのか!!』に改題）がスタートすることとなった。

### 視聴率と評価
第1回目の2時間スペシャルの視聴率は17.4%。2011年現在までの最高視聴率は第4回目の3時間スペシャル、22.3%（ビデオリサーチ調べ・関東地区）。池上出演時代は通常でも総合上位20傑に、同時間帯1位に入ることが多くなっていた。
2010年5月14日に日本民間放送連盟から発表された「青少年に見てもらいたい番組」に選定された。同年、第36回放送文化基金賞の「番組部門（テレビエンターテイメント番組）」のテレビエンターテインメント賞に選ばれた。幅広い取材力、無駄のない段取りと構成、池上の巧みな喋りで「ニュースをまじめにバラエティにする」という新しい番組作りに挑戦している点が評価されての受賞となった。また本番組内で池上が使用する「いい質問ですねぇ!」は2010年の「ユーキャン新語・流行語大賞」のトップテンに選ばれ、授賞式には池上の代理に本番組プロデューサーの丹羽が出席した。
日本PTA全国協議会が実施する2010年度『子どもとメディアに関する意識調査』において「子どもに見せたいテレビ番組」の2位となった。

## 出演者

### ニュース解説
- 池上彰
  - レギュラー放送降板後の2011年7月6日には、朝日新聞社主催の出張授業企画「オーサー・ビジット」の講師として、東日本大震災の被災地・宮城県東松島市の小学校を訪れた際の模様を特別に放送した。2011年12月31日の『年またぎ7時間半スペシャル!!』で再びスタジオでの解説に復帰し、2012年2月26日の2時間スペシャルから再度レギュラーとなった。

### レギュラーコメンテーター
- 劇団ひとり（兼・司会）
- 土田晃之
- その他、ゲストコメンテーターを合わせて8名のコメンテーターが出演する。なお、2011年3月16日と3月23日は池上と村上祐子アナの2人と補助解説の各分野の専門家だけが出演した。

### 主なゲストコメンテーター
- 東ちづる
- ケンドーコバヤシ
- 柴田理恵
- 高橋英樹
- 島崎和歌子
- 宮崎美子
- 勝俣州和
- 眞鍋かをり
- オードリー
- 片岡鶴太郎
- 地井武男
- 平泉成[注 1]
- カンニング竹山
- 福田萌[注 2]
- 押切もえ
- 石原良純
- 中村橋之助
- 指原莉乃

## 過去の出演者

### 特別番組・特別編の進行役
いずれも出演時点でテレビ朝日のアナウンサー
- 加藤真輝子（2010 - 2011年：『年またぎ6時間半スペシャル!!』）
- 村上祐子（2011年：3月16日の東日本大震災緊急生放送から『池上彰が伝えたい! 東日本大震災の今』まで）
- 市川寛子（2011年：『ニュースマニア』、2011 - 2012年：『年またぎ7時間半スペシャル!!』）
- 竹内由恵（2013年：『池上彰の知っておきたい大ベストセラー』）

## 放送リスト
「今話題となっているニュースを解説する」という性質上、当初予定されていた放送内容が差し替えられることもある。

## 企画
「〜」には、放送時のテーマやキーワードが入る。
そうだったのか!〜
当番組のメインコーナー。毎回数項目のニュースについて、疑問や背景について解説者が分かりやすく解説する。解説では図表やデータ、新聞記事などをふんだんに使用している。出演タレントはニュースに対して非常に関心の高い者もいれば、ほとんど知識のない者もいる。彼らのそれぞれの質問に答えることによって幅広いレベルの疑問を解説するようになっている。
ニューステーマによっては池上とタレントがニュースの現場を直接取材する場合もある。その場合は池上が現場で解説を行い、さらにスタジオで補足解説を行うという流れとなる。この場合取材するタレントはスタジオ出演者とは限らない。
街角アンケート教えて!池上さん（レギュラー放送は『教えて池上さん』）〜
池上が視聴者から寄せられたニュースの疑問を解説する。進行方法は「そうだったのか!〜」とほぼ同様である。第2次特番時代移行後は放送されていなかったが2013年5月19日の放送で復活する。
試験で見つけた学べるニュース
私立中学校の入試問題から、ニュースに関係のある問題を出題し、コメンテーターが回答する。正解を発表した後に、池上が問題のポイントについて解説する。
追跡!あのニュースは今!?
過去に話題となった政治や外交に関するニュースのその後を池上が解説する。
学べるニュース放課後
2010年12月31日放送分大晦日6時間半スペシャルにおける締めの企画。ひとりと土田が逆に池上に教えたいこととして、ひとりはKARAを中心としたK-POPを、土田は家電製品について池上に解説した。なおひとり・土田いわく、「単に池上さんに対して『いい質問ですねえ!』って言いたくて思いついただけ」の企画。2011年3月18日に日本テレビの金曜スーパープライムでこの企画の派生番組「池上彰くんに教えたい10のニュース」が放送された。

## 大晦日年またぎ特別番組
- テレビ朝日では2010・2011年の2年間大晦日（12月31日）に放送していた『ドラえもん大みそかスペシャル』・『ゴールデン枠』・『年越し雑学王』の3枠を統合。『ドラえもん大みそかスペシャル』を大晦日から撤退させたうえで、6〜7時間半の特別番組を放送。『今年のニュースは今年のうちに!・今年のギモンは来年に持ち越さない!』をテーマに、生放送パートに収録パートを内包。2011年の大晦日には、放送枠を7時間半まで拡大していた。

### 第1回 年またぎ6時間半スペシャル!!（2010年）
- 放送時間は12月31日19:00 - 1月1日1:30
- 池上のアシスタントは、加藤真輝子（テレビ朝日アナウンサー）
- テーマは『1万人大アンケート!・池上彰が108の質問に答えます!』

### 第2回 年またぎ7時間半スペシャル!!（2011年）
- 放送時間は、スタートを前回より1時間繰り上げ12月31日18:00 - 1月1日1:30
- 池上のアシスタントは市川寛子（テレビ朝日アナウンサー）

テーマは『ニューステストで2011年を総決算!』
- アシスタントの市川が池上の代名詞「いい質問ですねぇ!」を「いいチャンスですねぇ!」と言い間違えた。
- 2012年は大晦日ではなく、12月28日（金曜日）の21:00 - 23:50に『来年はこうなる?! 年末総決算スペシャル』を放送。アシスタントは出演しなかったが、『大みそか年またぎスペシャル』から構成やテーマを引き継いだ[注 3]。2013年にも同様の構成・テーマで、12月21日（土曜日）の18:56 - 20:54に、『年末総決算スペシャル』として放送された[注 4]。

## 誤報
- 2010年6月30日に一部地域を除いて放送された「そうだったのか!口蹄疫」の中で、「宮崎県産の子牛が全国各地に売却され、ブランド牛になる」という旨の放送をし、その中に「但馬牛」「神戸牛」も含まれるとしたが、但馬牛および神戸牛とは、兵庫県の県有種雄牛のみを歴代にわたり交配した但馬牛を素牛とし、繁殖から肉牛として出荷するまで神戸肉流通推進議会の登録会員（生産者）が兵庫県内で飼育管理し、兵庫県内の食肉センターに出荷したものにつけられる呼称であり、「宮崎県および他都道府県の子牛が但馬牛や神戸牛になることはない」ことが発覚し、同年7月7日放送分で番組の最後にお詫びを放送した[14]。

## 批判
- 2010年放送分で使用された2009年度および2010年度国家予算のグラフについて、2009年度予算に実際より多くの補正予算がついているように見える不自然な目盛りを使用していたとして、印象操作レベルであると指摘された[15]。

## 書籍
- 『そうだったのか!池上彰の学べるニュース』（海竜社 ISBN 978-4759311372）2010年5月27日発売
- 『そうだったのか!池上彰の学べるニュース2』（海竜社 ISBN 978-4759311457）2010年8月26日発売
- 『池上彰の学べるニュース DVD BOOK』（宝島社[16] ISBN 978-4796679084）2010年10月発売
- 『そうだったのか!池上彰の学べるニュース3 国際問題・外交編』（海竜社 ISBN 978-4759311648）2010年12月9日発売
- 『そうだったのか!池上彰の学べるニュース4 社会人の基礎知識＆一般常識編』（海竜社 ISBN 978-4759311754）2011年3月5日発売
- 『そうだったのか!池上彰の学べるニュース 東日本大震災と福島原発問題』（海竜社 ISBN 978-4759311860）2011年4月30日発売
- 『そうだったのか!池上彰の学べるニュース6 日本の政治 領土問題編』（海竜社 ISBN ）2012年12月28日発売

## ネット局と放送時間
| 放送対象地域   | 放送局                    | 系列           | 放送時間           | ネット状況 |
| -------------- | ------------------------- | -------------- | ------------------ | ---------- |
| 関東広域圏     | テレビ朝日 (EX)           | テレビ朝日系列 | 水曜 20:00 - 20:54 | 制作局     |
| 北海道         | 北海道テレビ（HTB）       | テレビ朝日系列 | 水曜 20:00 - 20:54 | 同時ネット |
| 青森県         | 青森朝日放送（ABA）       | テレビ朝日系列 | 水曜 20:00 - 20:54 | 同時ネット |
| 岩手県         | 岩手朝日テレビ（IAT）     | テレビ朝日系列 | 水曜 20:00 - 20:54 | 同時ネット |
| 宮城県         | 東日本放送（KHB）         | テレビ朝日系列 | 水曜 20:00 - 20:54 | 同時ネット |
| 秋田県         | 秋田朝日放送（AAB）       | テレビ朝日系列 | 水曜 20:00 - 20:54 | 同時ネット |
| 山形県         | 山形テレビ（YTS）         | テレビ朝日系列 | 水曜 20:00 - 20:54 | 同時ネット |
| 福島県         | 福島放送（KFB）           | テレビ朝日系列 | 水曜 20:00 - 20:54 | 同時ネット |
| 新潟県         | 新潟テレビ21（UX）        | テレビ朝日系列 | 水曜 20:00 - 20:54 | 同時ネット |
| 長野県         | 長野朝日放送（abn）       | テレビ朝日系列 | 水曜 20:00 - 20:54 | 同時ネット |
| 静岡県         | 静岡朝日テレビ（SATV）    | テレビ朝日系列 | 水曜 20:00 - 20:54 | 同時ネット |
| 石川県         | 北陸朝日放送（HAB）       | テレビ朝日系列 | 水曜 20:00 - 20:54 | 同時ネット |
| 中京広域圏     | メ〜テレ（NBN）           | テレビ朝日系列 | 水曜 20:00 - 20:54 | 同時ネット |
| 近畿広域圏     | 朝日放送（ABC）           | テレビ朝日系列 | 水曜 20:00 - 20:54 | 同時ネット |
| 広島県         | 広島ホームテレビ（HOME）  | テレビ朝日系列 | 水曜 20:00 - 20:54 | 同時ネット |
| 山口県         | 山口朝日放送（yab）       | テレビ朝日系列 | 水曜 20:00 - 20:54 | 同時ネット |
| 香川県・岡山県 | 瀬戸内海放送（KSB）       | テレビ朝日系列 | 水曜 20:00 - 20:54 | 同時ネット |
| 愛媛県         | 愛媛朝日テレビ（eat）     | テレビ朝日系列 | 水曜 20:00 - 20:54 | 同時ネット |
| 福岡県         | 九州朝日放送（KBC）       | テレビ朝日系列 | 水曜 20:00 - 20:54 | 同時ネット |
| 長崎県         | 長崎文化放送（NCC）       | テレビ朝日系列 | 水曜 20:00 - 20:54 | 同時ネット |
| 熊本県         | 熊本朝日放送（KAB）       | テレビ朝日系列 | 水曜 20:00 - 20:54 | 同時ネット |
| 大分県         | 大分朝日放送（OAB）       | テレビ朝日系列 | 水曜 20:00 - 20:54 | 同時ネット |
| 鹿児島県       | 鹿児島放送（KKB）         | テレビ朝日系列 | 水曜 20:00 - 20:54 | 同時ネット |
| 沖縄県         | 琉球朝日放送（QAB）       | テレビ朝日系列 | 水曜 20:00 - 20:54 | 同時ネット |
| 富山県         | チューリップテレビ（TUT） | TBS系列        | 土曜 13:00 - 13:55 | 遅れネット |
| 高知県         | テレビ高知（KUTV）        | TBS系列        | 木曜 19:00 - 19:54 | 遅れネット |

### 過去のネット局
- 宮崎放送（TBS系列） - 2010年7月4日から放送を開始。2011年3月6日をもって打ち切り。本来は翌週の3月13日まで放送の予定だったが、東日本大震災関連の報道特別番組により放送中止となった。
- 福井放送（日本テレビ系列・テレビ朝日系列） - 2010年9月26日から放送を開始。2011年3月20日を以って打ち切り。
- 山陰放送（TBS系列） - 開始時期不明。2011年3月までは、土曜 16:00 - 17:00に放送。4月からは、木曜 20:00 - 20:54に放送していたが、2011年12月を以って打ち切り。

## スタッフ
- ナレーション：茂木淳一、小坂由里子
- 構成：樋口卓治、嵯峨野功一、横山雄一郎、松本真一、桝本壮志
- TM：大島秀一
- TD・SW：石渡剛
- CAM：錦戸浩司、高田格（一時離脱していたが、復帰）
- 音声：加藤翠
- VE：柳沢満
- 照明：中根鉄弥、木内聡
- 美術・デザイン：井磧伸介
- 美術進行：吉居真夏、飛田幸
- 装置：渡部修綱
- 大道具：山本一夫
- 小道具：石井琢也
- 電飾：大脇豊、矢萩恵理
- 装飾：前西原亜戸
- 模型：飯塚孝志
- モニター：石井智之
- CGシステム：石原太郎
- メイク：津留ルミ子、堤久美子、細谷真衣子
- CG：形部まり子、PDトウキョウ
- 編集：神宮寺曉
- MA：斉藤亮
- 音響効果：板井基至（ふなや）
- TK：船木玉緒
- リサーチ：フリード、スコープ、ノマド
- デスク：佐藤まゆみ
- 宣伝：宮田奈苗
- 編成：松瀬俊一郎、荒井祥之、二階堂義明、桐永洋
- 美術協力：テレビ朝日クリエイト、テレビ朝日サービス
- 技術協力：読売映像、日放、テイクシステムズ、テレテック、東京オフラインセンター
- 制作協力：HEROX ENTERTAINMENT、花組、ZIPPY PRODUCTION
- AD：舟橋政宏、日野敬久、大山将平、橋本修平、吉田亜澄、宮坂望
- ディレクター：郷力大也、内海昇、牛嶋創一、丸山仁、佐藤だいすけ、桑原慶介、嘉数真二郎、安納隆仁、富名哲也、斉藤俊、加納健一朗、河村政彦、田中拓郎、勝俣幸多、濱崎賢一、小牧敏哉、西山英雄、波多野真代、高木大輔、赤木俊介、福本光恭
- AP：中田智也、須貝マミ、反町礎良
- 危機管理担当：三輪源一、木下健
- プロデューサー：丹羽敦子、中井洋次、乾弘明、二瓶剛
- ゼネラルプロデューサー・演出：保坂広司（2011年7月13日 - 以前は、プロデューサー･演出）
- 制作著作：テレビ朝日

### 過去のスタッフ
- 音声：林田群士
- 照明：高橋孝男
- デザイン：小谷知輝
- CG：横井勝、藤井俊郎、木村広平、石橋哲也、三橋史良
- TK：丸山和子
- リサーチ：大谷正徳（Freed）、下澤由紀子（スコープ）
- 宣伝：下恵子、樽井勝弘
- 編成：金澤美保、遠藤華子、林雄一郎、渡辺実、尾崎雅彦
- AP：引地夏規、三澤美玲、林美智子
- プロデューサー：寺田伸也
- ゼネラルプロデューサー：山下浩司